# Val Badia

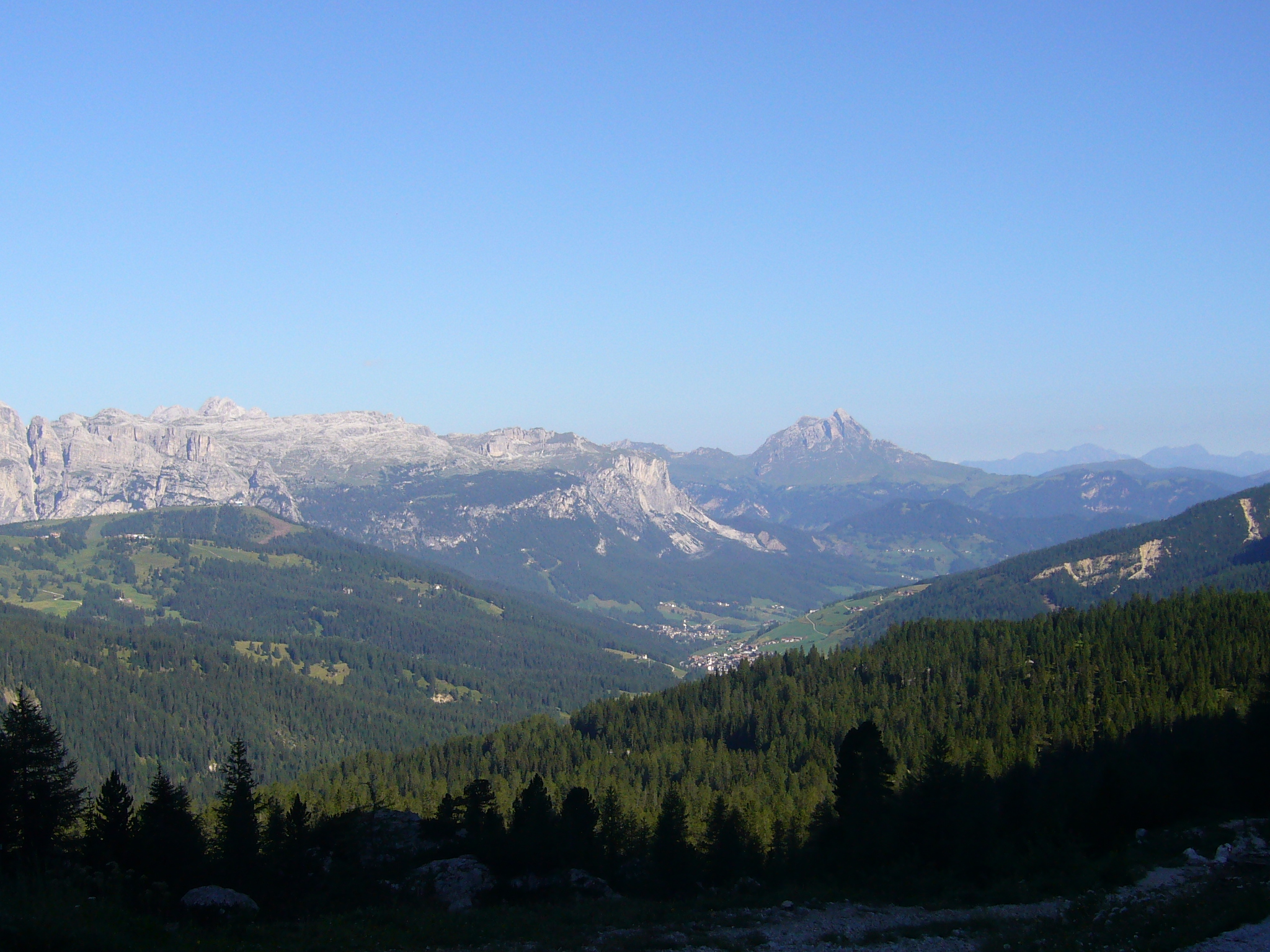
Val Badia dal passo di Valparola.

La Val Badia (Gadertal in tedesco, Val Badia in ladino) è una valle dell'Alto Adige, che si sviluppa lungo il rio Gadera. Popolata prevalentemente da ladini, la valle è una trasversale della Val Pusteria, orientata in direzione nord-sud. il suo imbocco si trova presso San Lorenzo di Sebato, alla confluenza del suddetto torrente nel Rienza, e termina a monte al passo Campolongo.

## Geografia fisica
È comunemente divisa in due parti: Alta val Badia (Corvara e Badia) e Bassa val Badia (La Valle, San Martino e Marebbe) che confinano tra esse al Punt de fer (grosso modo al confine tra il comune di La Valle e quello di Badia). La val Badia ha inizio, assieme al rio Gadera, al passo Campolongo che la separa dalla val Cordevole. 
Include alcuni tra i più celebri massicci dolomitici. A ovest la valle è delimitata da una serie di monti che la separano dalla valle di Luson (Monte Campiglio 2190 m., Giogo di Colletto 2189 m., Monte Muro 2332 m). A sud del passo delle Erbe troviamo il Sass de Putia, parte del gruppo delle Odle e il Gruppo del Puez. A sud del passo Gardena e a ovest del passo Campolongo si trova il Gruppo del Sella. 
Tra il passo Campolongo e il passo di Valparola si trova una serie di monti bassi e interamente coperti di vegetazione. Il punto più alto è il Pralongià (2138 m). A est della valle, partendo da sud, troviamo invece il passo di Valparola che segna il confine fisico della val Badia con la Conca ampezzana, ma non il suo confine amministrativo. A nord di questo troviamo il gruppo delle Conturines con il Sasso di Santa Croce. Anche la vasta alpe di Fanes, divisa tra Fanes Grande e Fanes Piccola, Sennes e Fodara e le cime che le circondano fanno parte della val Badia. A nord dei monti di Sennes troviamo infine il passo Furcia e il Plan de Corones.

### Valli secondarie

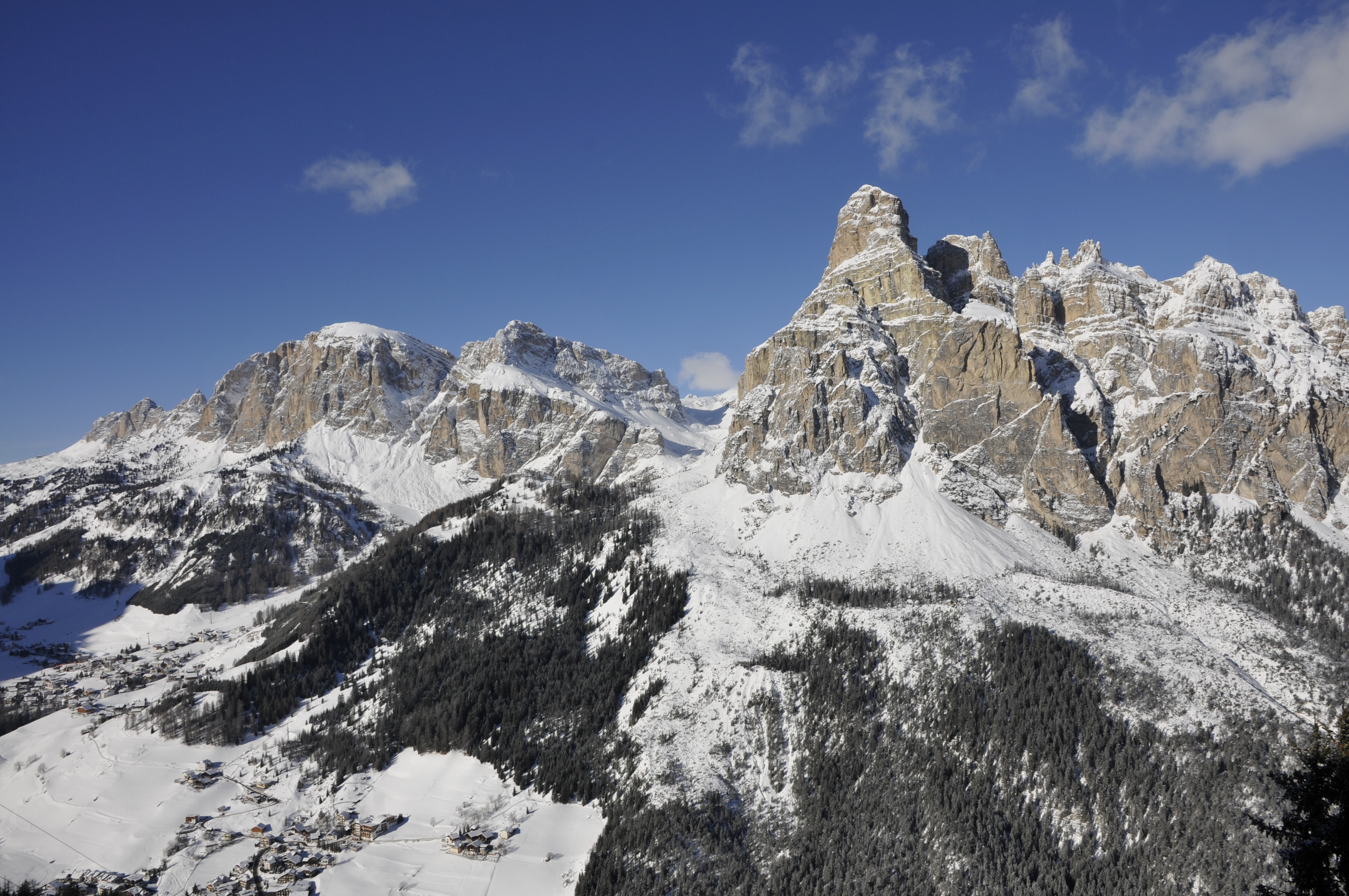
Veduta dei monti circostanti l'Alta Badia

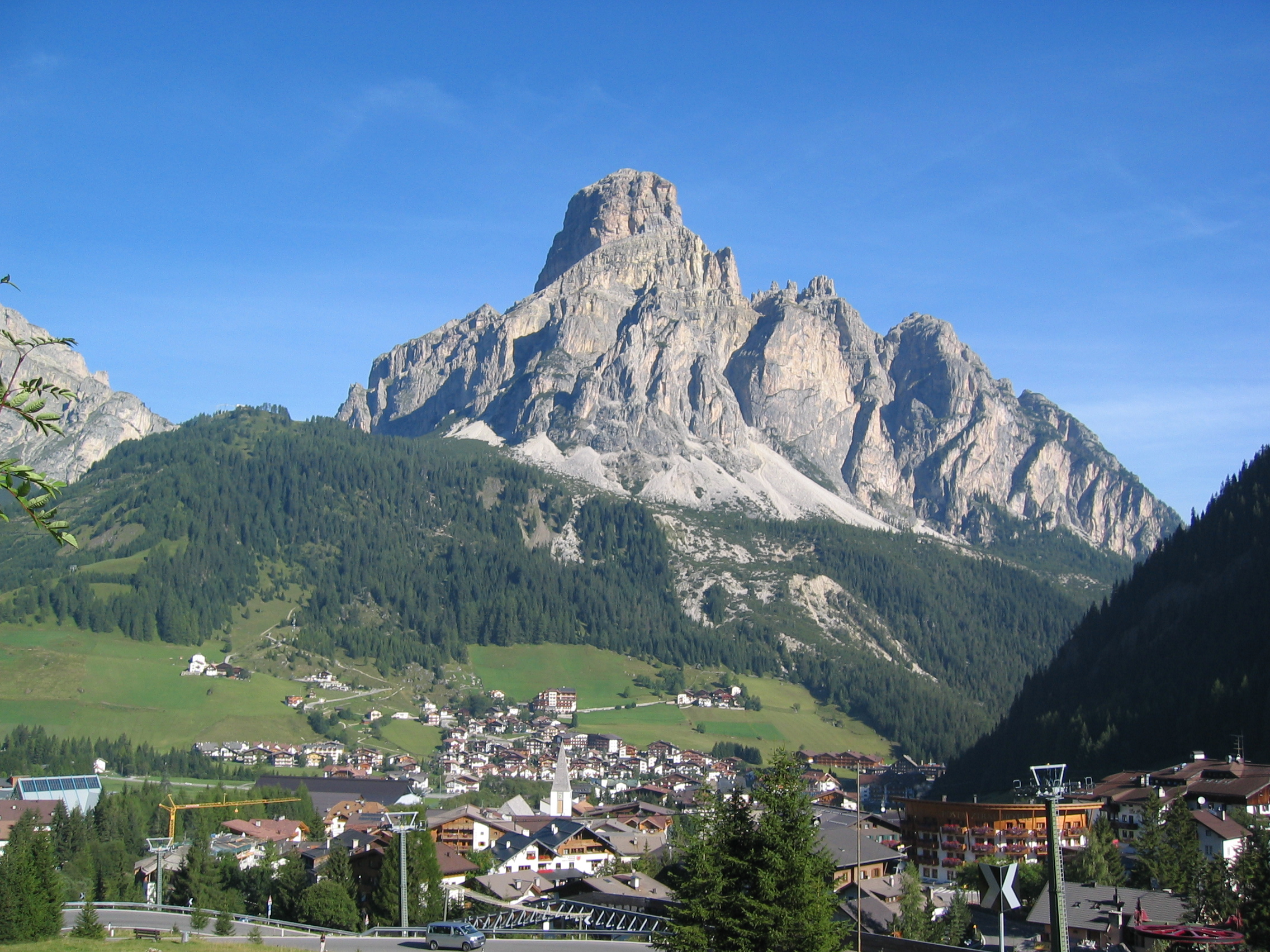
Sassongher

Tra le sue valli secondarie troviamo sul lato occidentale: 
- la valle di Colfosco che scende dal passo Gardena;
- la valle di Longiarù che incomincia alla forcella del Puez;
- la valle d'Antermoia che nasce dal passo delle Erbe.

Sul versante orientale troviamo invece: 
- la valle di San Cassiano che scende dal passo di Valparola;
- la val di Spessa che scende dal passo di Sant'Antonio;
- la valle di Marebbe.

## Toponimo
Il nome della valle sia in ladino che in italiano è Badia. L'origine del nome viene dalla grande influenza amministrativa che ebbe sulla vallata lungo il medioevo il Castel Badia posto all'imbocco della valle. Il nome del castello deriva dal fatto che Volkhold von Lurngau lo trasformò nel 1020 in abbazia (badia) e lo donò alle suore benedettine.
Il nome tedesco (Gadertal) deriva invece dal rio Gadera, fiume principale della vallata.

## Principali accessi

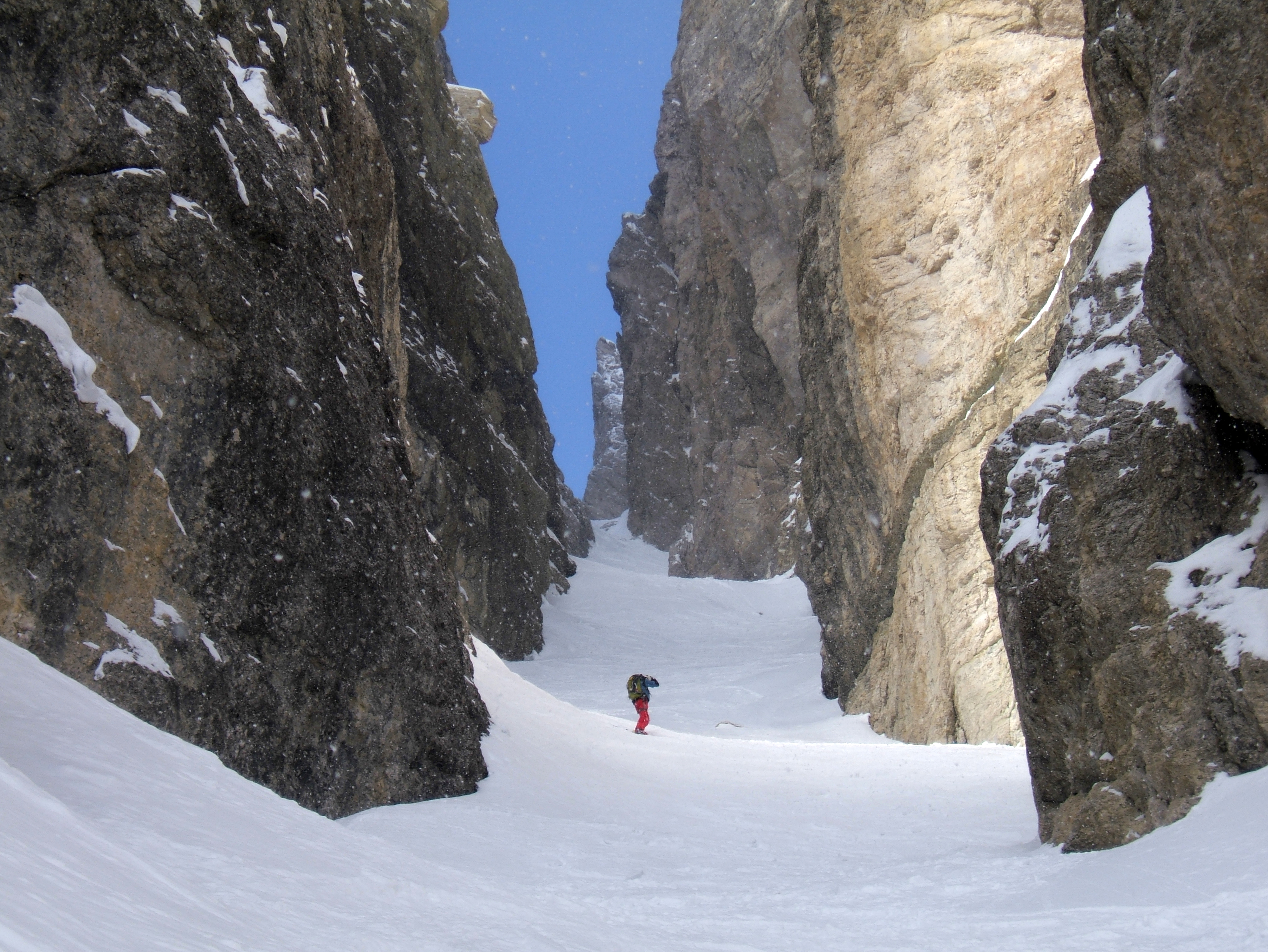
Val Scura

Alla val Badia si accede tramite la strada ex-Statale 244, che partendo da San Lorenzo di Sebato e superando i 1.875 m del passo di Campolongo, giunge in Veneto fino ad Arabba, seguendo in fondovalle il corso del rio Gadera. A nord, l'imbocco per la SS 244 si trova sulla SS 49 della val Pusteria a ovest del paese di San Lorenzo di Sebato.
Inoltre vi si può accedere attraverso numerosi passi:
- Passo delle Erbe dalla val di Funes sulla SP 29
- Passo Gardena dalla val Gardena sulla SS 243
- Passo Campolongo dalla val Cordevole sulla SS 244
- Passo di Valparola dal passo Falzarego sulla SP 24 (provincia di Belluno) poi SP 37 (provincia di Bolzano)
- Passo Furcia dalla val Pusteria sulla SP 43

## Comuni

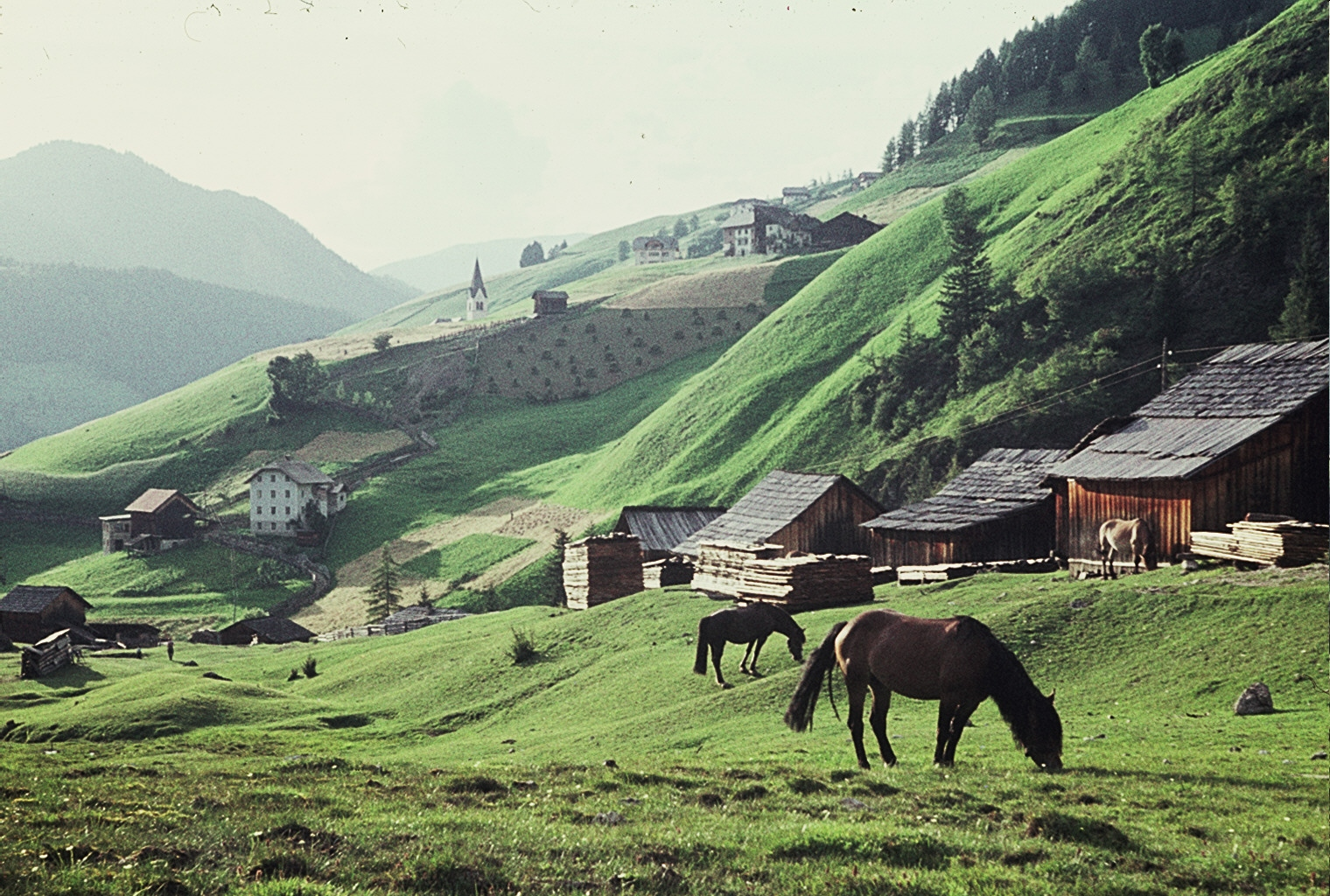
La Valle in una foto d'epoca

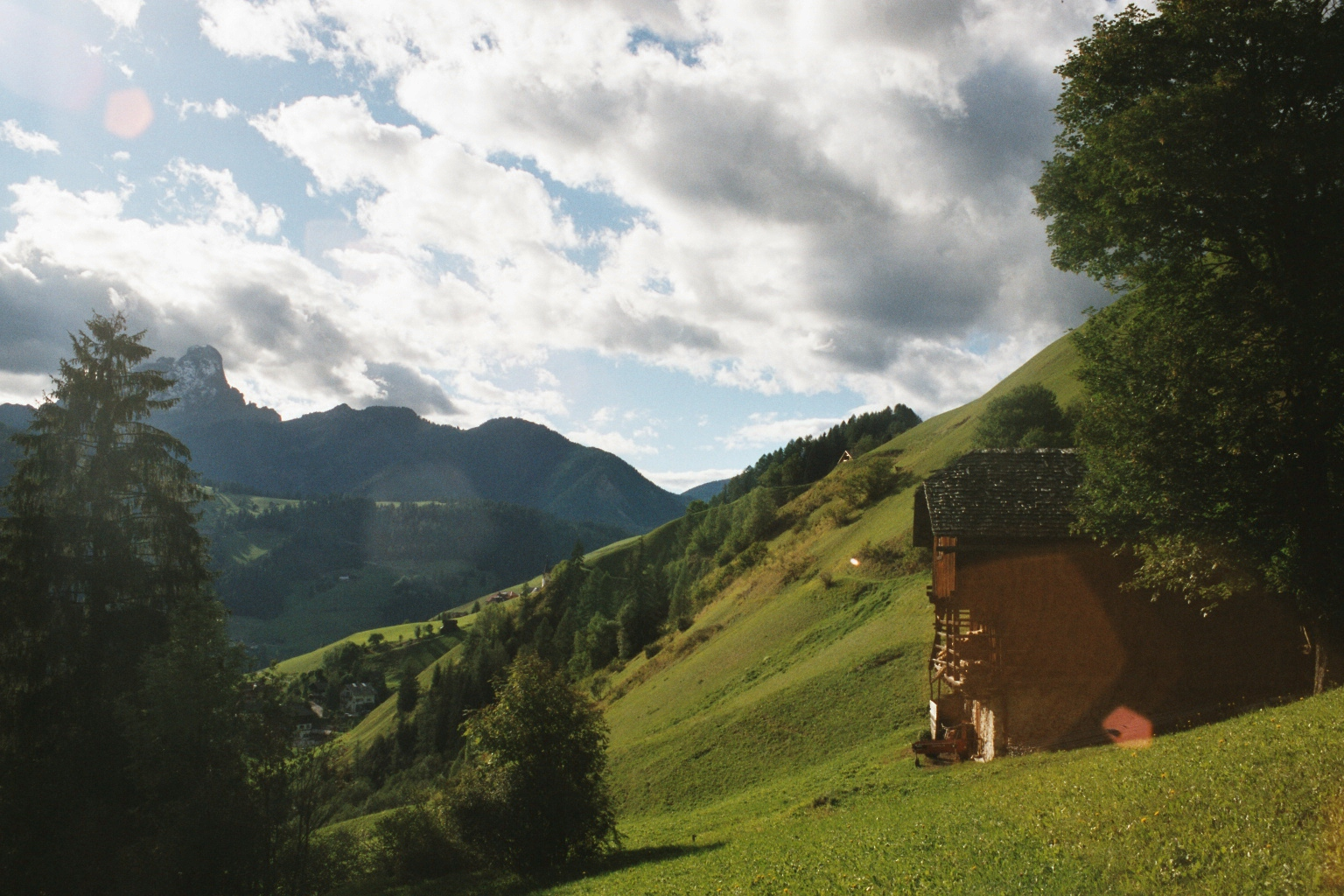
Particolare della Val di Spessa, laterale della Val Badia.

- San Martino in Badia (San Martin de Tor - Sankt Martin in Thurn)
  - Longiarù (Lungiarü - Campill)
  - Antermoia (Antermöia - Untermoi)
- La Valle (La Val - Wengen)
  - Pederoa (Pidrô)
- Corvara in Badia (Corvara - Kurfar)
  - Colfosco (Calfosch - Kolfuschg)
- Badia (Badia - Abtei)
  - Pedraces (Pedraces - Pedratsches)
  - San Leonardo (San Linêrt - Sankt Leonhard)
  - La Villa (La Ila - Stern)
  - San Cassiano (San Ćiascian - Sankt Kassian)
- Marebbe (Mareo - Enneberg)
  - San Vigilio di Marebbe (Al Plan de Mareo - Sankt Vigil in Enneberg)
  - Pieve di Marebbe (La Pli de Mareo - Enneberg-Pfarre)
  - Rina (Rina - Welschellen)

Geograficamente in val Badia si collocano anche tre frazioni del comune di San Lorenzo di Sebato:
- Mantana (Montal)
- Elle (Ellen)
- Onies (Onach)